# Anita (Iowa)
Anita és una població dels Estats Units a l'estat d'Iowa. Segons el cens del 2000 tenia 1.049 habitants.

## Demografia
Segons el cens del 2000, Anita tenia 1.049 habitants, 454 habitatges, i 285 famílies. La densitat de població era de 236,9 habitants per km².
Dels 454 habitatges en un 26,4% hi vivien nens de menys de 18 anys, en un 51,1% hi vivien parelles casades, en un 9,3% dones solteres, i en un 37,2% no eren unitats familiars. En el 33,7% dels habitatges hi vivien persones soles el 19,2% de les quals corresponia a persones de 65 anys o més que vivien soles. El nombre mitjà de persones vivint en cada habitatge era de 2,21 i el nombre mitjà de persones que vivien en cada família era de 2,81.
Per edats la població es repartia de la següent manera: un 21,5% tenia menys de 18 anys, un 6,9% entre 18 i 24, un 24% entre 25 i 44, un 22% de 45 a 60 i un 25,5% 65 anys o més.
L'edat mediana era de 44 anys. Per cada 100 dones de 18 o més anys hi havia 83,3 homes.
La renda mediana per habitatge era de 28.984 $ i la renda mediana per família de 42.578 $. Els homes tenien una renda mediana de 28.393 $ mentre que les dones 20.223 $. La renda per capita de la població era de 15.672 $. Entorn del 5,5% de les famílies i el 8,1% de la població estaven per davall del llindar de pobresa.

## Poblacions més properes
El següent diagrama mostra les poblacions més properes.